# Abdón Prats
Abdón Prats (Artà, 1992. december 7. –) spanyol labdarúgó, a Mallorca csatárja.

## Pályafutása
Prats a spanyolországi Artà községben született. Az ifjúsági pályafutását a Mallorca akadémiájánál kezdte.
2010-ben mutatkozott be a Mallorca tartalék, majd 2012-ben az első osztályban szereplő felnőtt keretében. A 2013–14-es szezonban a Burgos csapatát erősítette kölcsönben. 2015-ben a Tenerife, majd a Mirandés szerződtette. 2017-ben a Racing Santanderhez igazolt. 2017. július 4-én szerződést kötött a harmadosztályban érdekelt Mallorca együttesével. A 2017–18-as szezonban a Segunda Divisiónba, míg a 2018–19-es szezonban a La Ligába is feljutottak. Először a 2019. szeptember 13-ai, Athletic Bilbao ellen 0–0-ás döntetlennel zárult mérkőzés 75. percében, Ante Budimir cseréjeként lépett pályára. Első gólját 2020. november 29-én, a Logroñés ellen hazai pályán 4–0-ra megnyert találkozón szerezte meg.

## Statisztikák
2023. január 20. szerint
| Klub     | Szezon   | Osztály            | Bajnokság | Bajnokság | Kupa és Ligakupa | Kupa és Ligakupa | Nemzetközi | Nemzetközi | Összesen | Összesen |
| Klub     | Szezon   | Osztály            | Meccs     | Gól       | Meccs            | Gól              | Meccs      | Gól        | Meccs    | Gól      |
| -------- | -------- | ------------------ | --------- | --------- | ---------------- | ---------------- | ---------- | ---------- | -------- | -------- |
| Mallorca | 2017–18  | Segunda División B | 37        | 12        | 0                | 0                | —          | —          | 37       | 12       |
| Mallorca | 2018–19  | Segunda División   | 35        | 6         | 1                | 1                | —          | —          | 36       | 7        |
| Mallorca | 2019–20  | La Liga            | 20        | 0         | 2                | 0                | —          | —          | 22       | 0        |
| Mallorca | 2020–21  | Segunda División   | 31        | 10        | 2                | 2                | —          | —          | 33       | 12       |
| Mallorca | 2021–22  | La Liga            | 23        | 3         | 4                | 1                | —          | —          | 27       | 4        |
| Mallorca | 2022–23  | La Liga            | 13        | 1         | 3                | 3                | —          | —          | 16       | 4        |
| Összesen | Összesen | Összesen           | 159       | 32        | 12               | 7                | 0          | 0          | 171      | 39       |

## Sikerei, díjai
Mallorca
- Segunda División B
  - Feljutó (1): 2017–18

- Segunda División
  - Feljutó (2): 2018–19, 2020–21